# David Kross
David Kross (ur. 4 lipca 1990 w Henstedt-Ulzburg) – niemiecki aktor.

## Wybrana filmografia
- 2003: Adam i Ewa (Adam & Eva) jako Adams Sohn
- 2006: Twardziel (Knallhart) jako Michael Polishka
- 2007: Awantura o Missisipi (Hände weg von Mississippi) jako piekarz
- 2008: Lektor (The Reader) jako Michael Berg
- 2008: Uczeń czarnoksiężnika (Krabat) jako Krabat
- 2009: Tacy sami, choć różni (Same Same but Different) jako Benjamin Pruefer
- 2011: Rio jako Blu (głos)
- 2011: Czas wojny (War Horse) jako szeregowy Günther Schröder
- 2012: Śniegi wojny (Into the White) jako Josef Schwartz
- 2014: Rio 2 jako Blu (głos)
- 2014: Rico, Oskar i głębocienie (Rico, Oskar und die Tieferschatten) jako Rainer Kiesling
- 2020: Betonowe złoto jako Viktor
- 2021: King’s Man: Pierwsza misja (The King’s Man) jako Gefrajter Adolf Hitler
- 2021: Zwierzyna (Prey) jako Roman